# Museo Nacional de Historia Estadounidense
El Museo Nacional de Historia Estadounidense es un museo administrado por la Institución Smithsonian, y se encuentra en Washington D. C. (Estados Unidos), en el National Mall. Se abrió en 1964 como el Museo de Historia y Tecnología, y adoptó el nombre actual en 1980.
El museo tiene tres plantas de exposición, dos plantas de oficinas y una planta (el sótano) para venta de souvenirs y comida. Hay seis tiendas más repartidas por el edificio, un restaurante Subway y un puesto de helados italianos.
En la planta baja está las exposición de “America on the Move” (Estados Unidos en movimiento) que detalla la historia del transporte en los EE. UU. desde 1876 hasta ahora, y contiene la locomotora a vapor 1401 de la Southern Railway así como coches famosos. Otra exposición en esta planta es la de “TV Objects” (Objetos de la Televisión) que exhibe varios platós de series de televisión.

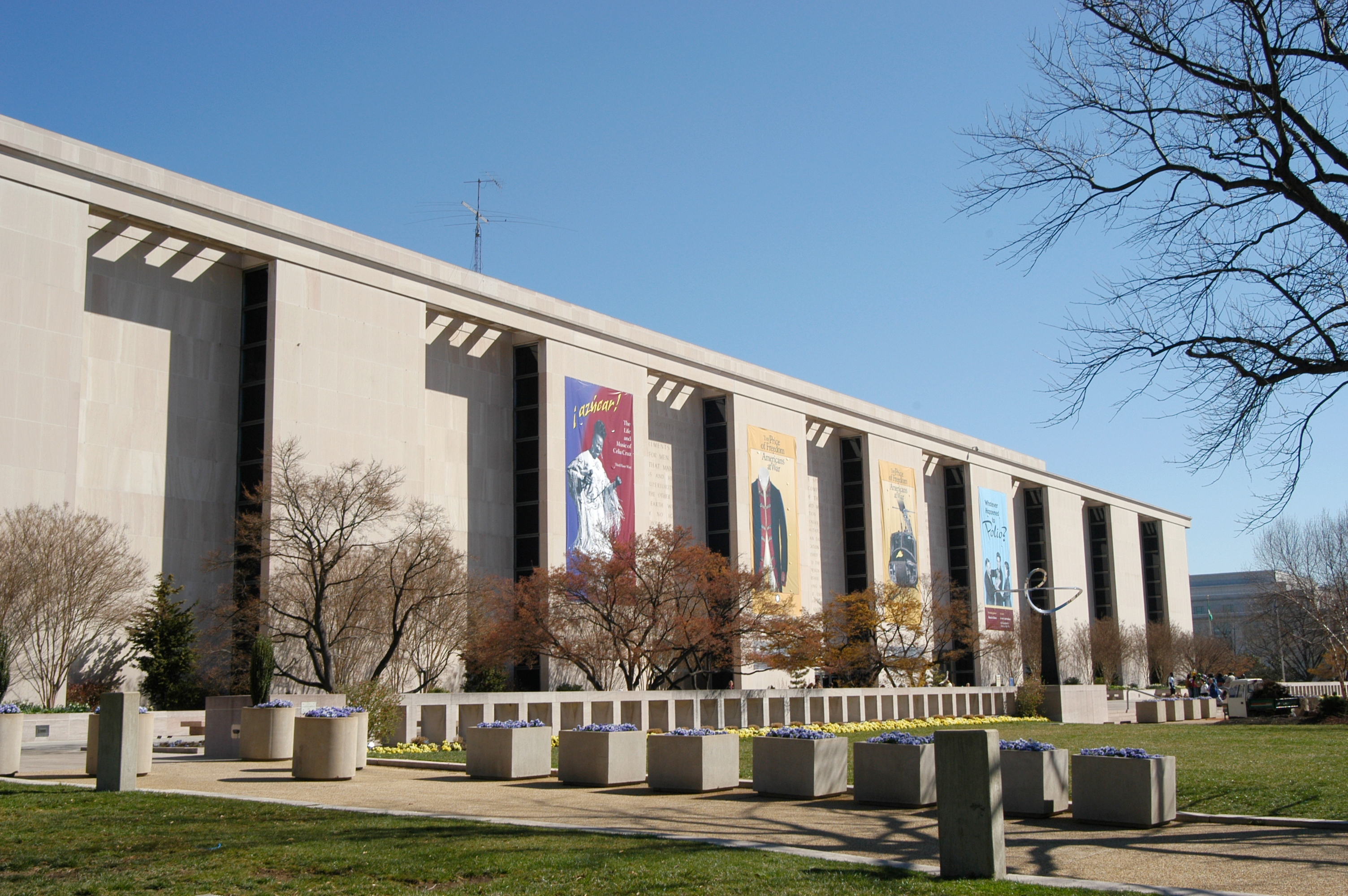
Fachada del Museo.

La primera planta muestra los vestidos de inauguración como primeras damas de Martha Washington hasta Laura Bush. La gigantesca bandera de los EE. UU. con 15 estrellas y 15 barras, ondeada en Fort McHenry durante la Guerra de 1812 se conserva en un laboratorio de esta planta. Esta bandera se podía ver en la entrada principal, pero se retiró debido a su deterioro. Esta bandera inspiró a Francis Scott Key a escribir The Star-Spangled Banner, el himno nacional de los EE. UU. En su lugar se encuentra una bandera con 50 estrellas que ondeaba en el Pentágono el 11 de septiembre de 2001, día de los ataques.
El principal atractivo de la segunda planta es la exposición “A Glorious Burden” (Una carga gloriosa), que trata de los Presidentes de los Estados Unidos. Esta inmensa exposición muestra objetos tan peculiares como el uniforme llevado por George Washington en la Guerra de la Independencia o el saxofón de Bill Clinton. Otras atracciones incluyen “American Popular Cultura” (Cultura popular de los EE. UU.) que muestra objetos de la cultura popular. Es una exposición que cambia, pero los zapatos de Dorothy en el mago de Oz están exhibidos de forma permanente. La "History of Money and Medals” (Historia del dinero y medallas), la exposición más antigua del museo, se encontraba en esta planta, pero ha sido cerrada. Una exposición llamada “The Price of Freedom” (El precio de la libertad), abrió el 11 de noviembre de 2004. Cuenta la historia militar de los EE. UU., y entre sus tesoros está la espada que pertenecía a George Washington, las sillas en las que se sentaban Robert E. Lee y Ulysses S. Grant en la rendición de Appomattox durante la Guerra Civil y un helicóptero de la Guerra del Vietnam.
Actualmente, la transformación del museo continúa con un proyecto grande para renovar el ala oeste de nuestro edificio, que consiste en 120.000 pies cuadrados (11.150 metros cuadrados) del espacio para exhibiciones. El museo estuvo cerrado durante dos años desde el 4 de septiembre de 2006 para llevar a cabo una renovación que incluyó una nueva exposición para la bandera de Fort McHenry.